# Liste der dänischen Orden und Ehrenzeichen

Wappen Dänemarks

Die Liste der dänischen Orden und Ehrenzeichen gibt einen Überblick über die Orden und Ehrenzeichen des Königreichs Dänemark.
- Dannebrog-Orden (1219)
- Elefanten-Orden (1462)
- Orden des bewaffneten Arms (1616)
- Ordre de l’union parfaite (1732)
- Medaille für edle Handlungen (1793)
- Ehrenzeichen für Schiffswerftarbeiter (1801)
- Ehrenzeichen für die Schlacht bei Kopenhagen (1801)
- Rettungsmedaille (1812)
- Dienstauszeichnung für Unteroffiziere und Mannschaften (1817)
- Ingenio et arti (1841)
- Verdienstmedaille (1845)
- Kriegsdenkmünze 1848–1850
- Kriegsdenkmünze 1864
- Dienstauszeichnungskreuz (1865)
- Militär-Verdienstmedaille (1865)
- Belohnungsmedaille (1866)
- Erinnerungsmedaille an den 9. April 1940
- Freiheitsmedaille Christian X. (1946)
- Rot-Kreuz-Erinnerungsmedaille 1939–45 (1946)
- Kriegserinnerungsmedaille 1940–45 (1946)